# Bulbjerg

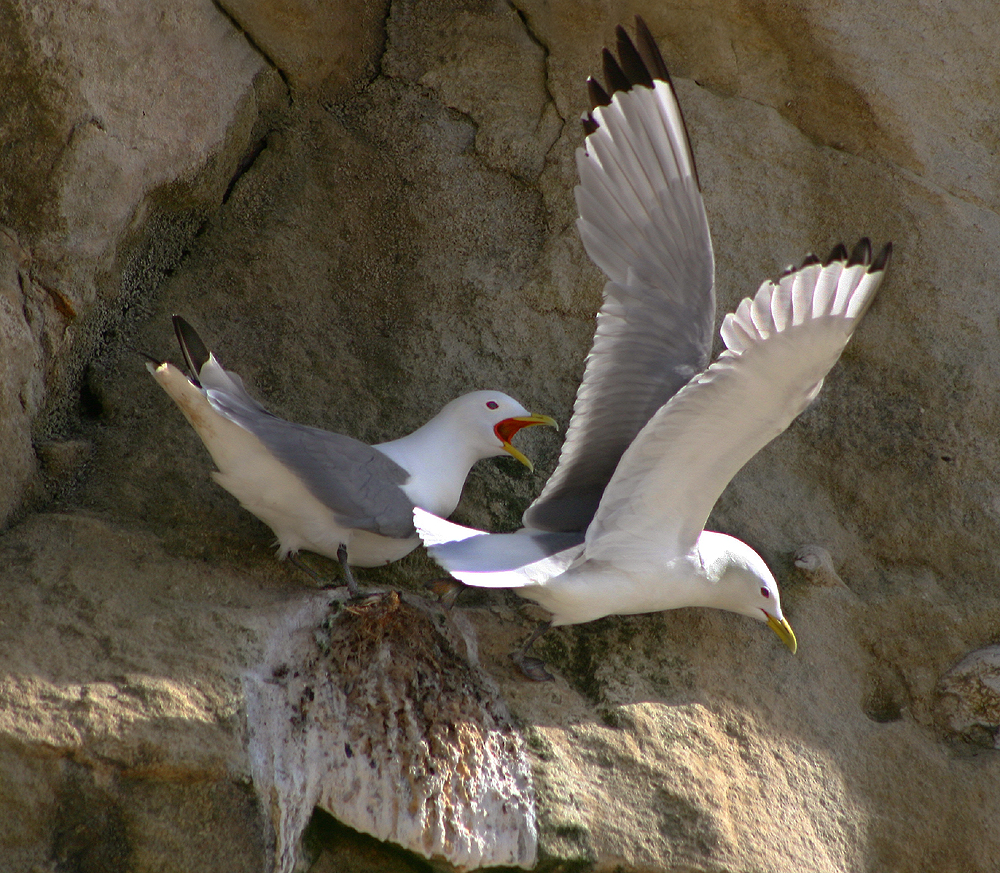
Tretåig mås på Bulbjerg

Bulbjerg är en 47 meter hög kalkstensklippa vid Jammerbugten i Region Nordjylland i Danmark. Den är Danmarks enda fågelklippa och  är häckningsplats för tretåig mås. Det rymmer omkring 500 par. 
År 1907 byggdes ett badhotell på toppen av Bulbjerg, men det revs  1943 när tyskarna byggde en radarstation och flera bunkrar där som en del av Atlantvallen. 
Fram till 1978 stod den 16 meter höga rauken Skarreklit utanför Bulbjerg, men den bröts av under en höststorm den 19. september 1978, varefter endast ett skär finns kvar.
Från stenåldern och fram till vår tidräkning var Bulbjerg en ö i havet, som på den riden täckte delar av Thy. Från gammal tid har Bulbjerg fungerat som ett landmärke för den plats där öppningen från havet ned mot Vust och Limfjorden fanns. Denna hade vikingarna använt under århundraden, när de seglade ut från Aggersborg, den vikingafästning som låg nära öppningen. Öppningen från havet till Limfjorden sandade igen på 1100-talet, varefter Limfjorden blev en fjord.  
Sommaren 1996 öppnades en utställning  om Bulbjergs geologi, fugleliv og historie i en gammal bunker från ockupationsåren.

## Bildgalleri

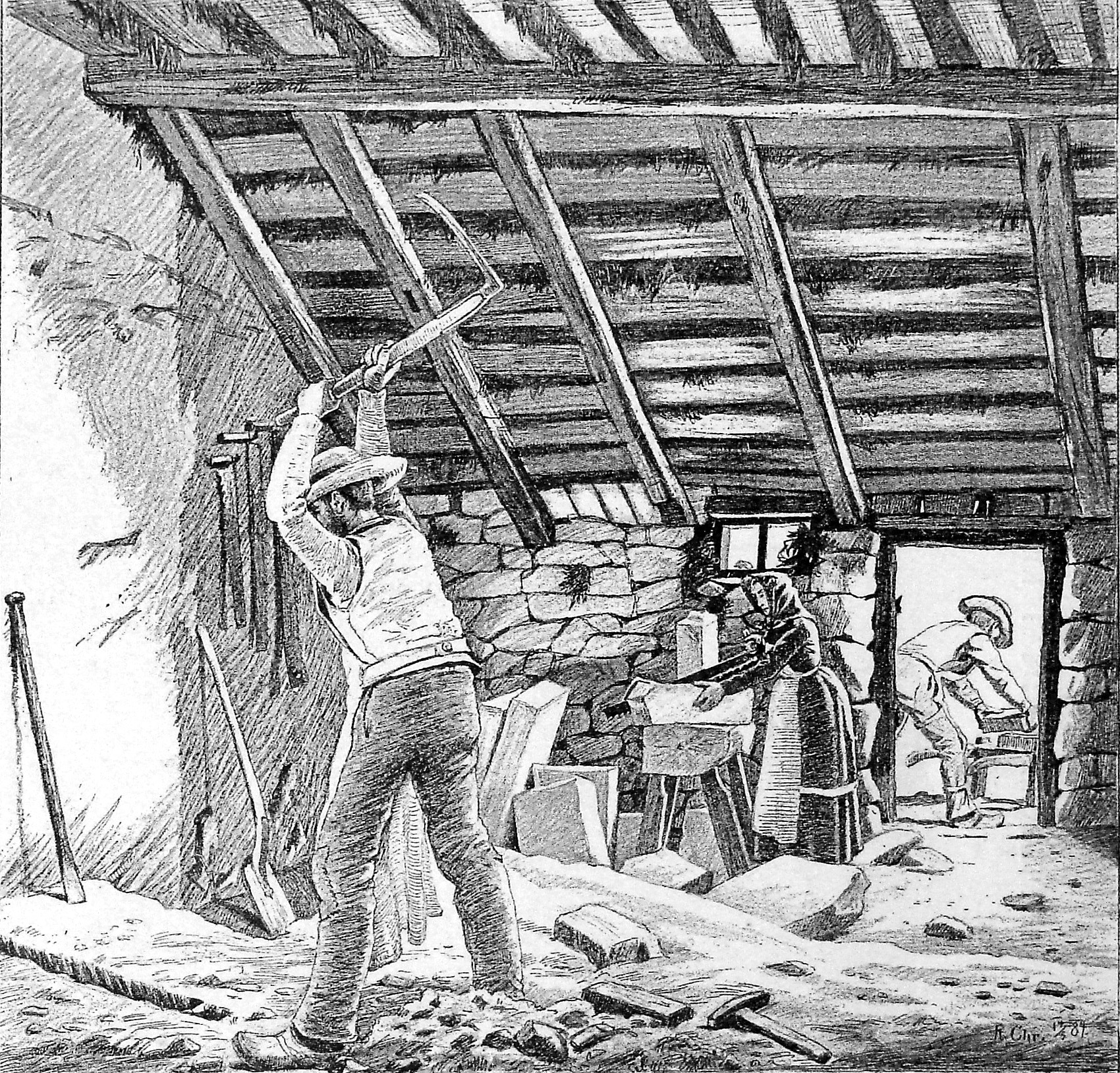
Kalkstensbrytning vid Bulbjerg i slutet av 1800-talet
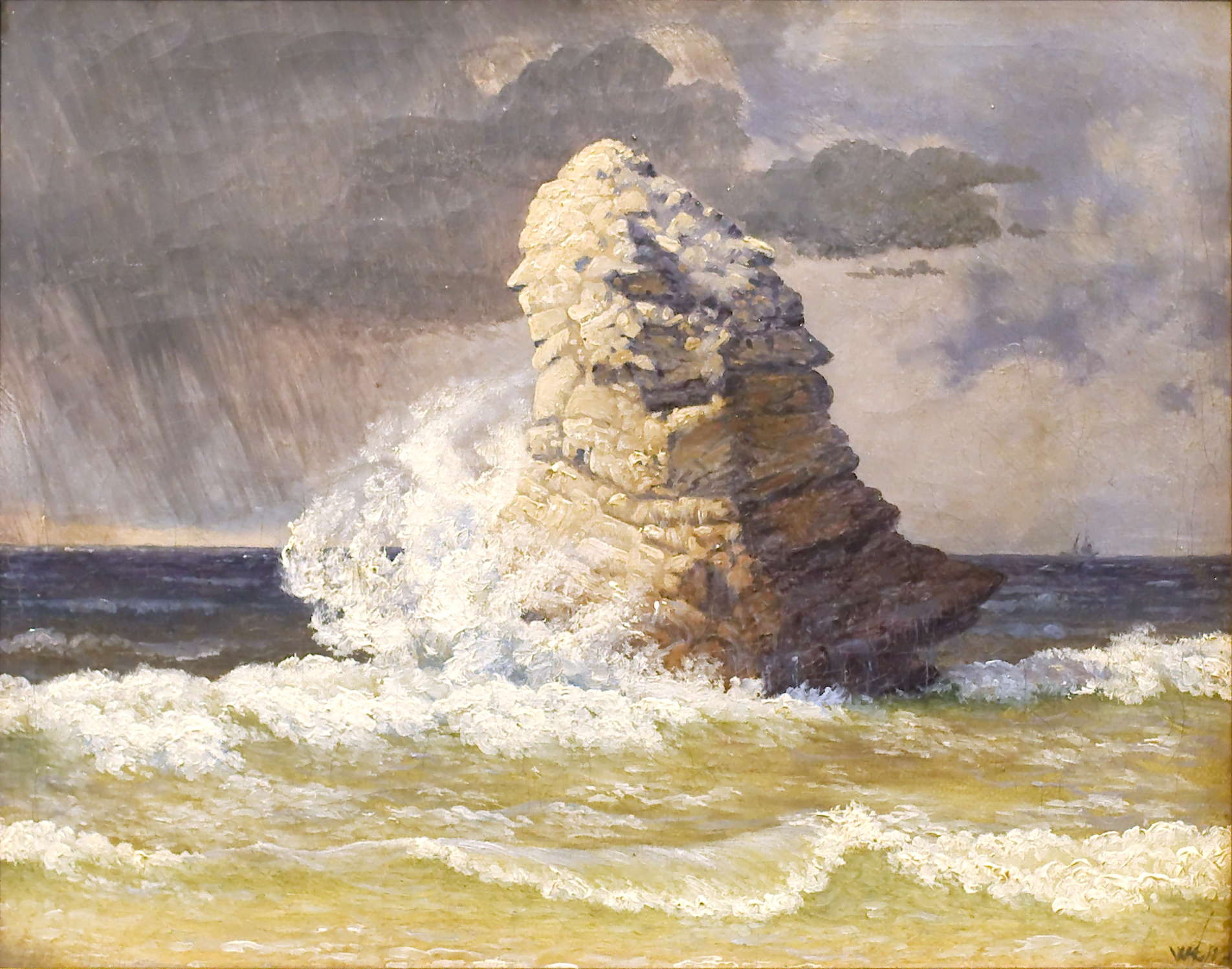
Skarreklit, målning av Vilhelm Kyhn från 1845
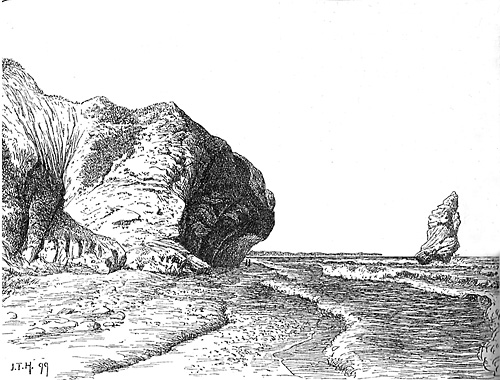
Skarreklit i slutet av 1800-talet
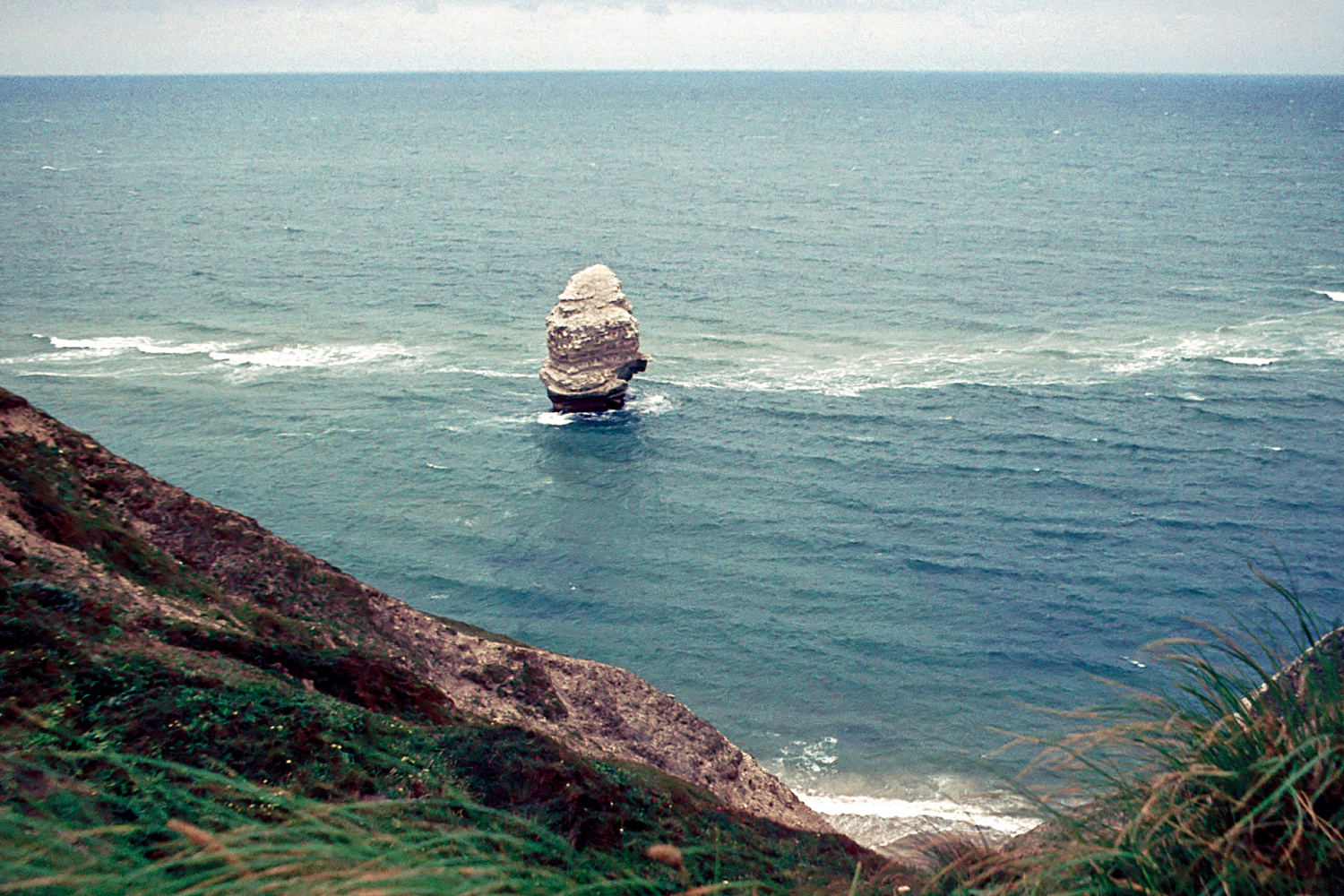
Skarreklit i augusti 1977